# Rhyacophila vao
Rhyacophila vao är en nattsländeart som beskrevs av Milne 1936. Rhyacophila vao ingår i släktet Rhyacophila och familjen rovnattsländor. Inga underarter finns listade i Catalogue of Life.